# Волкуш
Волкуш (пол. Wołkusz) — село в Польщі, у гміні Ліпськ Августівського повіту Підляського воєводства.
Населення — 90 осіб (2011).
У 1975-1998 роках село належало до Сувальського воєводства.

## Демографія
Демографічна структура станом на 31 березня 2011 року:
|          | Загалом | Допрацездатний вік | Працездатний вік | Постпрацездатний вік |
| -------- | ------- | ------------------ | ---------------- | -------------------- |
| Чоловіки | 43      | 12                 | 25               | 6                    |
| Жінки    | 47      | 8                  | 24               | 15                   |
| Разом    | 90      | 20                 | 49               | 21                   |